# Tueurs
Pour les articles homonymes, voir Tueur.
Pour plus de détails, voir Fiche technique et Distribution.
Tueurs est un thriller belgo-français réalisé par François Troukens et Jean-François Hensgens et sorti en 2017.
Il est présenté à la Mostra de Venise 2017.

## Synopsis
Alors que Frank Valken réalise un casse fabuleux, un commando de tueurs entre en action et exécute tous les témoins. On relève, parmi les cadavres, celui de la magistrate qui enquête sur l’affaire des tueurs fous. Trente ans plus tard, ils semblent être de retour. Arrêté en flagrant délit et face à la pression médiatique, Frank n’a d'autre choix que de s’évader pour tenter de prouver son innocence.

## Fiche technique
- Titre original : Tueurs
- Réalisation : François Troukens, Jean-François Hensgens
- Scénario : François Troukens, Giordano Gederlini
- Photographie : Jean-François Hensgens
- Son : Marc Engels, Ingrid Simon, Thomas Gauder
- Montage : Sophie Fourdrinoy
- Décors :  Stanislas Reydellet
- Costumes : Pascaline Chavanne
- Musique : Clément Dumoulin
- Sociétés de production : Versus Production, Capture The Flag Films, Savage Film, Proximus et RTL-TVI
- Sociétés de distribution : O'Brother Distribution (Belgique) et Rezo Films (France)
- Pays d'origine :  Belgique,  France
- Langue originale : français
- Format : couleur
- Genre : thriller
- Dates de sortie : 
  -  Italie : 5 septembre 2017 (Mostra de Venise)
  -  France : 6 décembre 2017
  -  Belgique : 6 décembre 2017
  -  Japon : 11 février 2018

## Distribution
- Lubna Azabal : Lucie Tesla
- Olivier Gourmet : Frank Valken
- Kevin Janssens : Vik
- Bouli Lanners : Danny Bouvy
- Tibo Vandenborre : Santo
- Bérénice Baôo : Nora
- Anne Coesens : Hélène
- Johan Leysen : le procureur Jean Lemoine
- Natacha Régnier : la juge Véronique Pirotte
- Jean-Louis Sbille : le ministre Guy Van Bollen
- Alexandre Picot : un tueur
- Jean-Jacques Rausin : un convoyeur
- François Troukens : un garde de la Banque Nationale
- Olivier Bonjour : Dédé
- Slimane Dazi : un surveillant de prison
- Gilles De Schryver : Simon, inspecteur
- Stéphanie Crayencour : Céline, inspectrice
- Luc Gilson : le journaliste TV
- Karim Barras : Alain Rolesko
- Anne-Pascale Clairembourg : la directrice de la prison
- Virgile Bramly : le complice à la prison
- Patrick Alen : un gardien de prison
- Tanguy De Backer : un gardien de prison (non crédité)
- Thibaut Pira Van Overeem : un passant (non crédité)

## Éléments historiques et faits réels ayant inspiré le film
Ce long métrage reprend explicitement, comme base de sa trame narrative, de nombreux éléments de l’affaire des Tueurs du Brabant.

## Sortie

### Accueil critique
En France, l'accueil critique est positif : le site Allociné recense une moyenne des critiques presse de 3,1/5, et des critiques spectateurs à 3,6/5. 

## Distinctions

### Récompenses
- Festival du premier film francophone de La Ciotat : Prix du public du meilleur long-métrage 2018
- Magritte 2019 :
  - Magritte de la meilleure actrice pour Lubna Azabal.

### Nominations et sélections
- Mostra de Venise 2017
- Festival de Gand 2017
- Magritte 2019 :
  - Magritte du meilleur film.
  - Magritte du meilleur réalisateur pour François Troukens et Jean-François Hensgens.
  - Magritte du meilleur acteur pour Olivier Gourmet.
  - Magritte du meilleur acteur dans un second rôle pour Bouli Lanners.
  - Magritte du meilleur espoir féminin pour Bérénice Baoo.
  - Magritte de la meilleure image pour Jean-François Hensgens.
  - Magritte du meilleur son pour Marc Engels, Thomas Gauder et Ingrid Simon.
  - Magritte du premier film.